# Johann Nepomuk Mälzel
Johann Nepomuk Mälzel (Maelzel) (15 d'agost de 1772 - 21 de juliol de 1838) va ser un mecànic i inventor a la cort de Viena. Va inventar entre d'altres el metrònom o l'audiòfon dissenyats per a Beethoven i el panarmònic, un instrument musical mecànic per al qual Beethoven va compondre en principi La victòria de Wellington el 1813, tot i que finalment va reescriure l'obra per a una orquestra veritable.
És també conegut per haver estat propietari de l'autòmat El Turc, després de la mort del seu inventor Wolfgang von Kempele. Aquest autòmat era suposadament capaç de jugar als escacs, i va ser un fenomen a la seva època, tot i que finalment es va demostrar que era un frau. Va fer una oferta de compra del jugador d'escacs de Walker als germans Walker però no li va ser acceptada.